# Junqueira (Vale de Cambra)
Junqueira ist eine Gemeinde (Freguesia) im portugiesischen Kreis Vale de Cambra. In ihr leben 834 Einwohner (Stand 19. April 2021).